# Fotografie ve Vietnamu

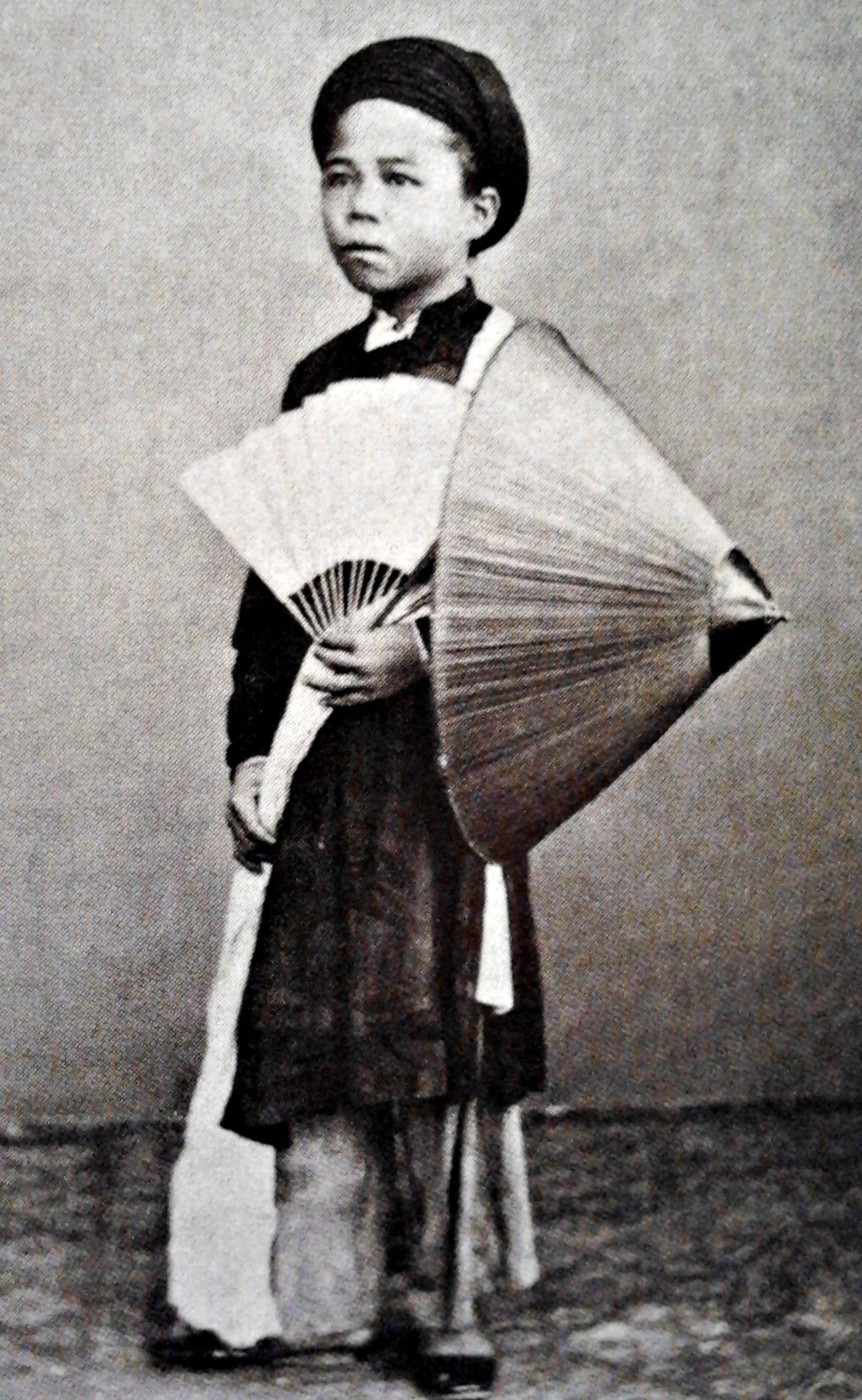
Émile Gsell: Dívka z Annamu, 1870

Fotografie ve Vietnamu je hluboce zakořeněna v jedinečné a rychle se měnící historii země. Jako v mnoha zemích byl vývoj techniky, řemesla a umění fotografie mimo jiné důsledkem změny technologie, zlepšování ekonomických a politických podmínek a míry uznání fotografie jako svéprávné formy umění. Fotografie se ve Vietnamu vyvíjela za spoluúčasti a zájmu od počátků tohoto umění k úspěchům některých Vietnamců ve světě fotografie do dnešních dní.

## Raná historie (19. století)

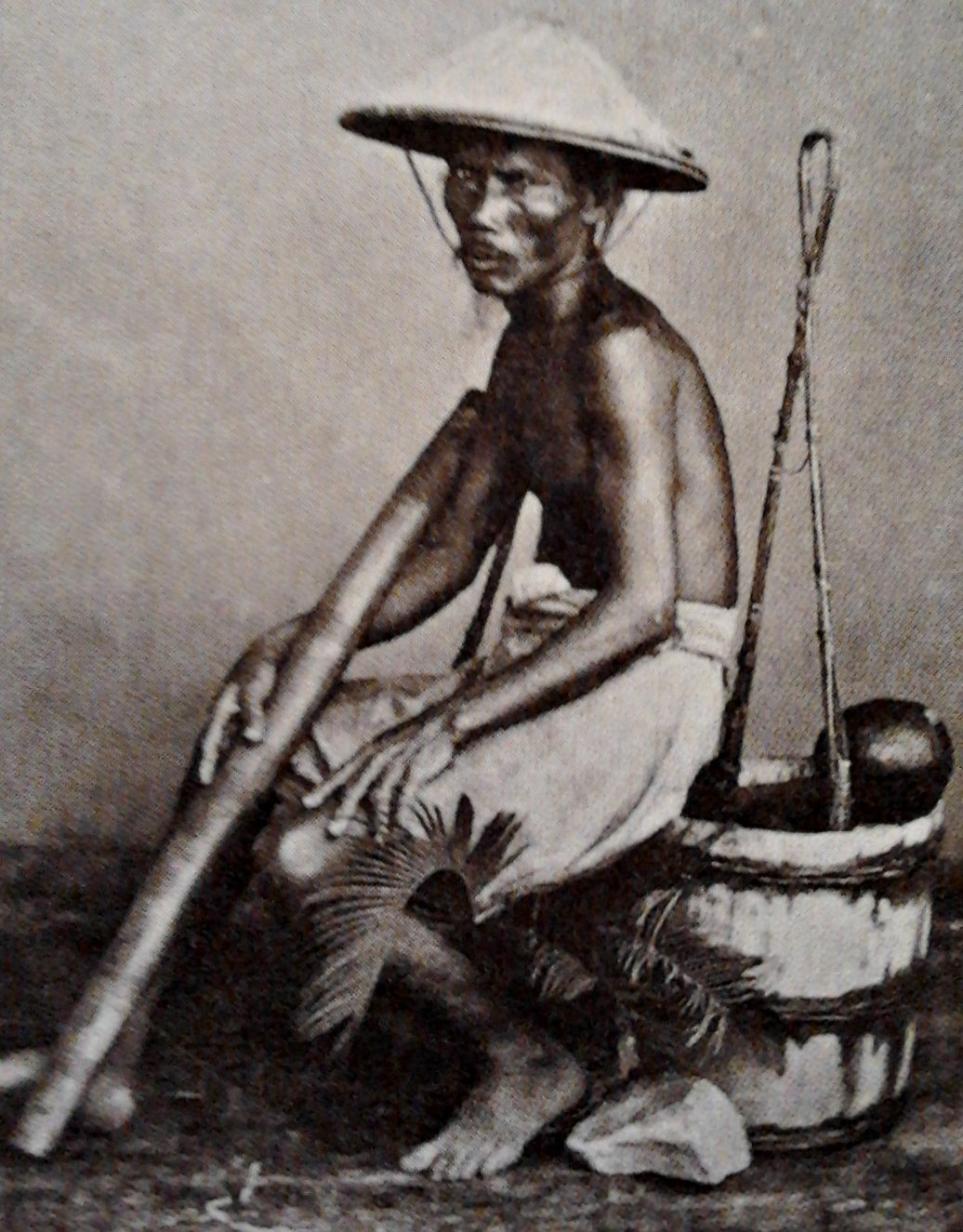
Émile Gsell: Obchodník s opiovou dýmkou, foto z ateliéru v Saigonu, 1870-1880

Fotografickou technologii představili ve Vietnamu fotografové z Evropy a Hongkongu, kteří zakládali první fotografická studia v Hanoji, Saigonu a dalších městech. První fotografové používali fotografii k dokumentování archeologických nalezišť v regionu, k vytváření portrétů koloniálních správců a vietnamských královských rodin a k zachycení každodenního života ve městech, jako například Saigon.
Raný komerční úspěch a šíření fotografie lze připsat potenciálu fotografie šířit informace o Kočinčíně, Číně, Tonkinu a Annamu správci kolonií. Fotografové tak často měli za úkol zaznamenávat vojenské výpravy. Například, Émile Gsell (1838–1879) byl najat k fotografování chrámu Angkor Vat během expedice po řece Mekong v letech 1866–1868. Gsell by později prvním Francouzem, který založil komerční fotografické studio v Saigonu. Na základě svých kambodžských fotografií získal Gsell medaili za zásluhy na mezinárodní výstavě ve Vídni, která se konala od 1. května do 31. října 1873 a během níž Gsell vystavoval dvě alba fotografií, jednu z ruin Angkoru a druhou na téma „Zvyky, mravy a typy annamitské a kambodžské populace“. Dvě jeho fotografie však ukazují, že byl na konci roku 1875 v Hanoji a od listopadu 1876 do ledna 1877 měl možnost pořídit celou řadu záběrů Tonkinu (nyní severní Vietnam). Gsellovy fotografie prodával Auguste Nicolier, který od roku 1876 prodával v Saigonu chemikálie a fotografické potřeby. Po Gsellově smrti jej následoval O. Wegener, který získal a používal jeho inventář na počátku 80. let 19. století. Fotografie pak prodával pod jmény Vidal nebo Salin-Vidal až do své smrti v roce 1883.
Dalším významným francouzským majitelem ateliéru byl Aurélien Pestel (1855–1897), jehož fotografie byly vystaveny na světové výstavě v Lyonu v roce 1894 a dokumentovaly účast Indočíny na světové výstavě 1900 v Paříži.
Dalším faktorem, který přispěl k rozšíření fotografické technologie ve Vietnamu, byl význam rodinných portrétů, které byly využity jako součást konfuciánských praktik uctívání předků. Komerční fotografická studia sloužila nejen správcům kolonií, ale také mandarinským elitám. Mezi významné majitele fotografických studií patří čínský fotograf Pun Lun (繽綸) (1864–1900), který otevřel ateliéry v Saigonu, Fuzhou a Singapuru, jakož i Nguyễn Đình Khánh (také známý jako Khánh Ký) (1884–1946), který vlastnil řetězec komerčních studií ve Vietnamu a podle některých zdrojů ve svém pařížském studiu zaměstnával Ho Či Mina.
Během hladomoru na severu Vietnamu ve francouzském protektorátu Tonkin v roce 1945 zemřelo od října 1944 do května 1945 asi 1,3 milionu Vietnamců. Võ An Ninh v oblasti pořídil velmi silné fotografie, které sklidily velký zájem v zahraničí. Obzvláště fotografie vyhublých dětí v provincii Thai Binh, které čekaly na svou smrt.

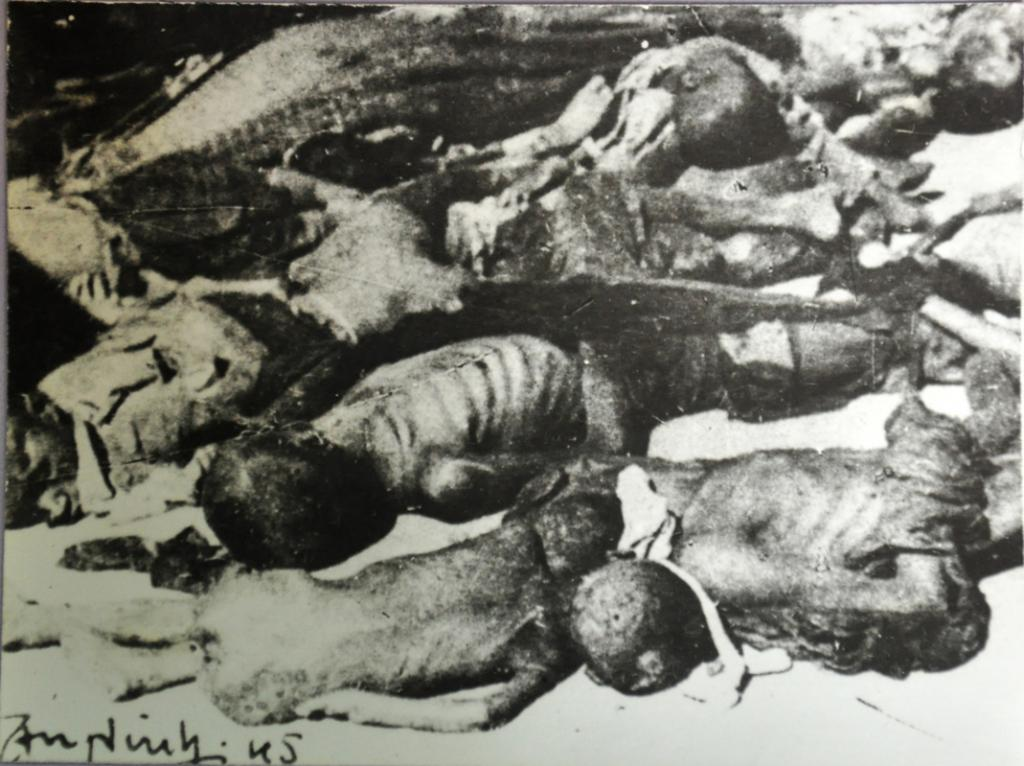
Võ An Ninh: Mrtví v Hanojských ulicích v září 1945
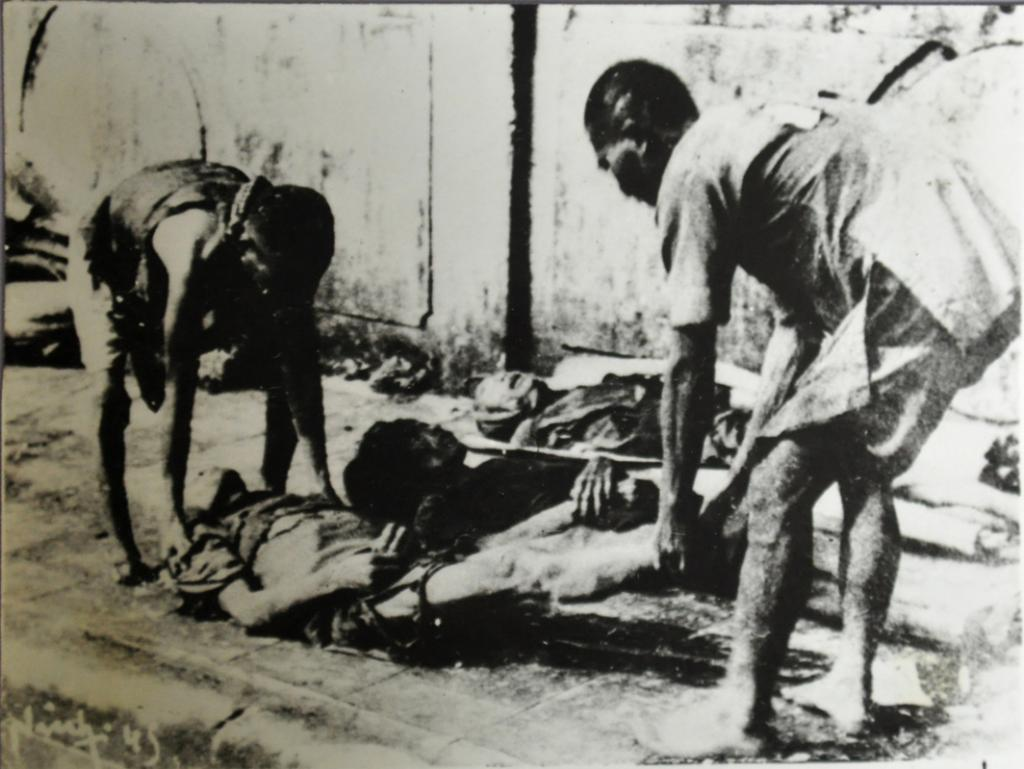
Võ An Ninh: Dobrovolníci shromáždili mrtvé čekající na pohřeb, 1945
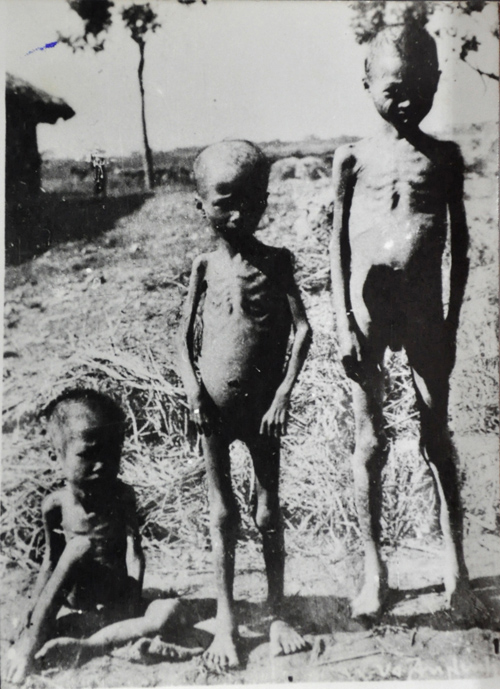
Võ An Ninh: Malí kluci v Phủ Lý, Hà Nam, 1945
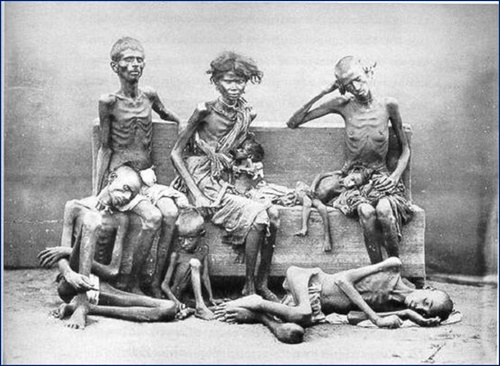
Võ An Ninh: Hladovějící děti na lavičce, 1945

## Vzestup fotožurnalistiky (20. století)
Působení komerčních fotografických salónů se snižovalo s počátkem první války v Indočíně (1946 – 1954) a druhé války v Indočíně (1955 – 1975) a bylo nahrazováno reprezentativními fotografickými postupy, jako je fotožurnalistika, které sloužily k dokumentování historických událostí a šíření válečných obrazů v mezinárodním měřítku.
Rozdělení Vietnamu podél 17. rovnoběžky po Ženevské konferenci v roce 1954 odráželo nejen konfliktní ideologie vietnamského republikánství, ale také rozdíly v institucionálních strukturách zpravodajských agentur. Vláda v severním Vietnamu zřídila Vietnamskou tiskovou agenturu (VNA) v roce 1945, krátce po prohlášení nezávislosti Vietnamské demokratické republiky v Hanoji, stejně tak jako na jihu Liberation News Agency (LNA) podél Ho Či Minovy stezky. Fotografové VNA a LNA byli vojáci i váleční korespondenti, cvičení ve vojenských a fotografických technikách a spadali pod velení Vietnamské lidové armády. Podobně Vietnamská republika zaměstnávala fotografy v oddělení politické války Armády Vietnamské republiky (ARVN) a místních novinách se sídlem v Saigonu. Vietnamští fotografové v Jižním Vietnamu však měli také možnost pracovat na volné noze pro západní mediální média, jako je Associated Press.
Bylo zaznamenáno 72 úmrtí severo vietnamských zpravodajů VNA a LNA a 4 jihovietnamských válečných zpravodajů, kteří pracovali pro západní mediální média.

### Severní Vietnam
Fotografie pořízené agenturami VNA nebo LNA byly publikovány v místních novinách a také v publikacích s oběhem ve východoevropských státech, jako je například Viet Nam Pictorial. Takové fotografie válečných zpravodajů ze Severního Vietnamu se spíše zaměřovaly na různorodý aspekt životů a zkušenosti lidí během války, než na násilné scény z války, jak je vidět na obrázcích vytvořených válečnými zpravodaji, kteří pracovali pro západní zpravodajské agentury. Kritici argumentují, že tento rozdíl vykazuje sníženou důležitost objektivity pro severovietnamské fotožurnalisty a touhu agenturu zachycovat fotografie, které zdůrazňují pokračování každodenního života civilistů. Nicméně nedávná kritika fotografie z té doby, zejména Lâma Tấna Tàie (1935 – 2001), který založila LNA, poukazuje na restrikce vlády severního Vietnamu, která zakazovala fotograficky dokumentovat probíhajících bitevní scény a raněné vojáky. Lâm také naznačil, že smysl kolektivní vietnamské sentimentality vyústil ve vyhýbání se zachycení obrazů násilí a místo toho měl nutkání vytvářet krásné obrazy.
Fotožurnalisté pocházeli z různého prostředí. Například Đinh Đăng Định (1920–2013) pracoval v mládí ve fotografickém ateliéru a poté se v roce 1936 připojil k Viet Minh. V roce 1945 se stal osobním fotografem Ho Či Mina a v roce 1965 založil s Lâm Tấn Tàiem Vietnamskou asociaci fotografických umělců (VAPA). Na druhou stranu byl Lê Minh Trường (1930–2011) prohlášen za nezpůsobilého pokračovat v bojové jednotce a byl přidělen fotografovat pro VNA. Mezi další významné fotografy patří Đoàn Công Tính (* 1943), který fotografoval na vojenské akademii, Vo An Khanh (* 1936), který fotografoval deltu Mekong, Mai Nam (* 1931), který pracoval pro Hanoj Tien Phong (Pioneer) Newspaper, Nguyễn Khuyến, který je zakladatelem anglického deníku Việt Nam News, a Trọng Thanh (1945–2000), který vedl Viet Nam Pictorial a přivedl „východoněmecký a ruský vliv na vietnamskou fotografii“.
Východoněmecký a ruský vliv na vietnamskou fotografii lze vidět také v jakémkoli fotografickém vybavení používaném zpravodaji VNA a LNA. Například, fotografové často používali sovětský fotoaparát FED nebo východoněmecké výrobky Praktica.

### Jižní Vietnam
Méně je známo o podmínkách a zkušenostech válečných zpravodajů z Jižního Vietnamu. Možným vysvětlením je absence příběhů jižních Vietnamců v dějinách války, která upřednostňuje roli fotografů ze severu, která zrcadlí politickou historku, jak sever osvobozuje jih. Dalším vysvětlením je zastínění příspěvků jihovietnamských válečných zpravodajů jejich evropsko-americkými protějšky. Pozoruhodní váleční korespondenti s ARVN byli většinou zavedení profesionální fotografové, kteří se rozhodli využít své řemeslo k podpoře ideologického postavení RV. Mezi ně patřil Nguyễn Ngoc Hạnh (1927–2017), který byl poručíkem a oficiálním válečným fotografem pro ARVN, Nguyễn Mạnh Dân (* 1925), který spolu s Nguyễn Ngoc Hạnhem spoluvytvářeli fotoknihu „Vietnam v plamenech“ a s Nguyễn Văn Thôngem (* 1925), který byl mezinárodně uznávaným salonním fotografem se sídlem v severním Vietnamu, než se přestěhoval do Saigonu. Kvůli své příslušnosti k jihovietnamské vládě byli Nguyễn Ngoc Hạnh, Nguyễn Mạnh Dân a Nguyễn Văn Thông po roce 1975 posláni do reedukačních táborů.
Dalšími významnými válečnými korespondenty jsou jihovietnamští fotografové, kteří pracovali pro západní tisková média, jako je Huỳnh Thanh Mỹ (1938–1965), který pracoval pro filmový štáb CBS před nástupem do Associated Press jako fotograf, a také jeho mladší bratr Huỳnh Công Út (známý jako Nick Ut narozený v roce 1951), který také pracoval pro Associated Press a získal Pulitzerovu cenu v roce 1973.

### Smíření s minulostí: výstava fotografů severního a jižního Vietnamu
Nové výstavy válečných fotografií jak severních, tak i jižních korespondentů naznačují vytvoření prostor pro uznání a vzpomínku na všechny válečné fotografy. Například výstava Requiem – Vietnam Collection v Muzeu války v Ho Či Minově Městě 10. března 2000 představila fotografie válečných korespondentů bez ohledu na národnost, politickou orientaci nebo tiskové vztahy. Výstava, organizovaná ve spolupráci s projektem Indochina Requiem, VNA a VAPA na památku dvacátého pátého výročí ukončení „odporu vůči USA za národní spásu“, odrážela úsilí a touhy sladit minulost a potenciálně budovat vztahy spolupráce mezi Vietnamem a Spojenými státy.

## Moderní a současná fotografie (21. století)

### Před ekonomickou reformou Đổi Mới (1975 – 1986)
Vietnamská asociace uměleckých fotografů (VAPA), kterou založili Lâm Tấn Tài a Đinh Đăng Định v roce 1965, uspořádala rané výstavy uměleckých fotografií a byla hlavní hnací silou debat o tom, co charakterizovalo „umělecké“ versus „dokumentární“ vietnamské fotografie. Klíčovými kvalitami výtvarného umění byla krása a schopnost zachytit podstatu každodenního života, zejména krajiny, protože je jedinou konstantou v rychle se měnící krajině země. Před ekonomickou liberalizací prostřednictvím Đổi Mới byla vláda hlavním patronem fotografie a umění. Výsledkem je, že VAPA představuje ortodoxní fotografii ve Vietnamu, protože její členové byli mezi nejznámějšími fotografy a jak bylo sdružení založeno s posláním používat fotografii k podpoře revoluce v souladu se socialistickou ideologií.

### Po ekonomické reformě Đổi Mới (1986 – současnost)
Opatrná liberalizace hospodářských politik ve Vietnamu vyústila v diverzifikaci zdrojů financování a větší umělecké svobody pro fotografy. Byly také vytvořeny příležitosti pro zvýšení počtu mezinárodních výstav prostřednictvím výstav a společenských programů, které jsou katalyzátorem ve vývoji v oblasti výtvarného umění a dokumentární fotografie.
Ekonomická reforma Đổi Mới také umožnila návrat zámořských vietnamských umělců, kteří se stali významnými osobnostmi v prostředí současného umění.

#### Umělecká fotografie
Za účelem výzkumu a šíření informací o vietnamské fotografii založil Lâm Tấn Tài v roce 1997 Centrum fotografického výzkumu a vývoje. Centrum založilo v roce 1998 první oddělení fotografie ve Vietnamu na Ho Či Minově městské vysoké škole umění a kultury, což mělo za následek rychlý růst počtu fotografických oddělení na dalších univerzitách po celé zemi.
Umělecká a kulturní univerzita v Ho Či Minově Městě spojila významné fotografy té doby, aby vzdělávali příští generaci současných praktikujících fotografů. Například Bùi Xuân Huy (1953) a jeho studenti se staly pozoruhodnými osobnostmi současné vietnamské fotografie. Jako jeden z prvních jihovietnamských fotografů vyslaných do zahraničí na studium fotografie na School of Visual Arts v New Yorku od VAPA v roce 1996, jsou fotografie Bùi Xuân Huy charakterizovány pocitem ambivalence a dezorientace. S využitím neprofesionálního fotoaparátu Holga, který je známý svou neostrou kvalitou obrazu, vytvořil Bùi svou sérii Landscapes (1996 – dodnes), která představuje diptychy pouličních scén v Ho Či Minově Městě. Jeho cyklus Figuríny (1999 – dodnes) využívá figuríny nalezené mimo obchody s oblečením jako metaforu pro změnu, která pohltila město a zemi. Kritici také navrhli, že série figurín odráží tvůrčí frustrace a bezmocnost umělců během této doby, kteří se sice „oblékají, ale nemohou být sami sebou“.
Mezi Bùiovy studenty patří Nguyen Thong Linh (* 1973), který využívá fotografii k vytváření obrazových sbírek, jako je jeho série Motocykly (2006 – 2007), která dokumentuje každodenní rutiny řidičů Xe Ôm a měnící se panoráma města, a také Bui Huu Phuoc (* 1976), jehož série Identifikační karty (2003–2004) je kritikou schopnosti fotografie zachytit podobu předmětu.

#### Dokumentární fotografie
Dokumentární fotografové prožívají potenciál autocenzury, zejména pro ty, jejichž díla by mohla odhalit podmanivost vietnamské společnosti. V současném Vietnamu se však i nadále daří dokumentárním fotografickým praktikám.
Mezi významné fotografy v této oblasti patří Đoàn Đức Minh (1957), který zachycuje portréty obětí herbicidu Agent Orange ve své sérii Utrpení a úsměvy (2000–2005), aby předvedl touhu obětí bojovat o svůj život a protějšky zahraničních fotografů, kteří je vykreslují jako smutný, Nguyễn Hoài Linh (* 1967), jehož série The Red River Delta (1995–2005) prozkoumává oblasti, ze které byla jeho rodina vysídlena, Maika Elan (rozená Nguyễn Thanh Hải, 1986), která zobrazuje životy homosexuálních párů v The Pink Choice (2011–2012) a Lam Hieu Thuan (1973), který byl Buiův žák a dokumentoval změny v architektonické krajině Ho Či Minova města od reformy Đổi moi v cyklu Apartmány (2005–2006).

#### Umělci vietnamské diaspory
Kromě reimaginace žánrů fotografie, využívají v rámci současného umění zejména umělci Việt Kiều jako médium nalezené obrazy. Snad nejznámější je Dinh Q. Lê (1968), který se v roce 1996 přestěhoval z Kalifornie do Vietnamu. Jeho práce, jako například Z Vietnamu do Hollywoodu (2003–2005) spojuje dokumentární fotografie z druhé Indočínské války do trojrozměrných tapisérií. Dinh spolu s dalšími umělci vietnamské diaspory jako jsou Tiffany Chung, Tuan Andrew Nguyen a Phunam, založili v roce 2007 Sàn Art. Jako nezisková knihovna současného umění a výstavní prostor v Ho Či Minovo Městě se Sàn Art snaží vytvářet příležitosti k diskuzi o uměleckých praktikách a stala se důležitou součástí vietnamského uměleckého ekosystému. Další pozoruhodným fotografem vietnamské diaspory je Richard Streitmatter-Tran (* 1972), jehož práce kritizují použití herbicidu Agent Orange americkými jednotkami. The Loudest Sound (2005) uvádí diptychy vietnamských lidí v jejich obvyklém oděvu a poté v oranžových oblecích podobných oblekům, které nosí vězni ve vězení Abu Ghraib.
Mezi vietnamskou diasporou a umělci rodáky, kteří kritizovali jejich návrat do Vietnamu jako vlastní motivaci, existuje tření při hledání dalších referenčních materiálů, se kterými by bylo možné pracovat.

## Vietnamští fotografové v Česku

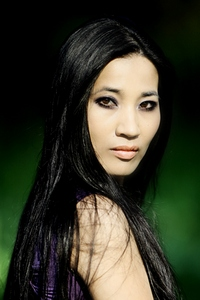
Nguyen Phuong Thao působí v Česku

Fotografka Nguyen Phuong Thao (*1972 Hanoj, Vietnam) je vietnamská fotografka působící v Praze. Narodila se v rodině novináře a ekonomky ve Vietnamu. V roce 1990 přijela do Československa studovat pražskou Fakultu sociálních věd Univerzity Karlovy. Během studií v Praze začala fotografovat. V roce 1995 nastoupila jako externistka do MF Dnes, kde poté získala smlouvu a pracovala zde až do roku 2012. Od roku 2012 fotografuje pro časopis Reflex, věnuje se portrétní fotografii. Několikrát získala ocenění Czech Press Photo.

## Nejznámější fotografie z Vietnamu

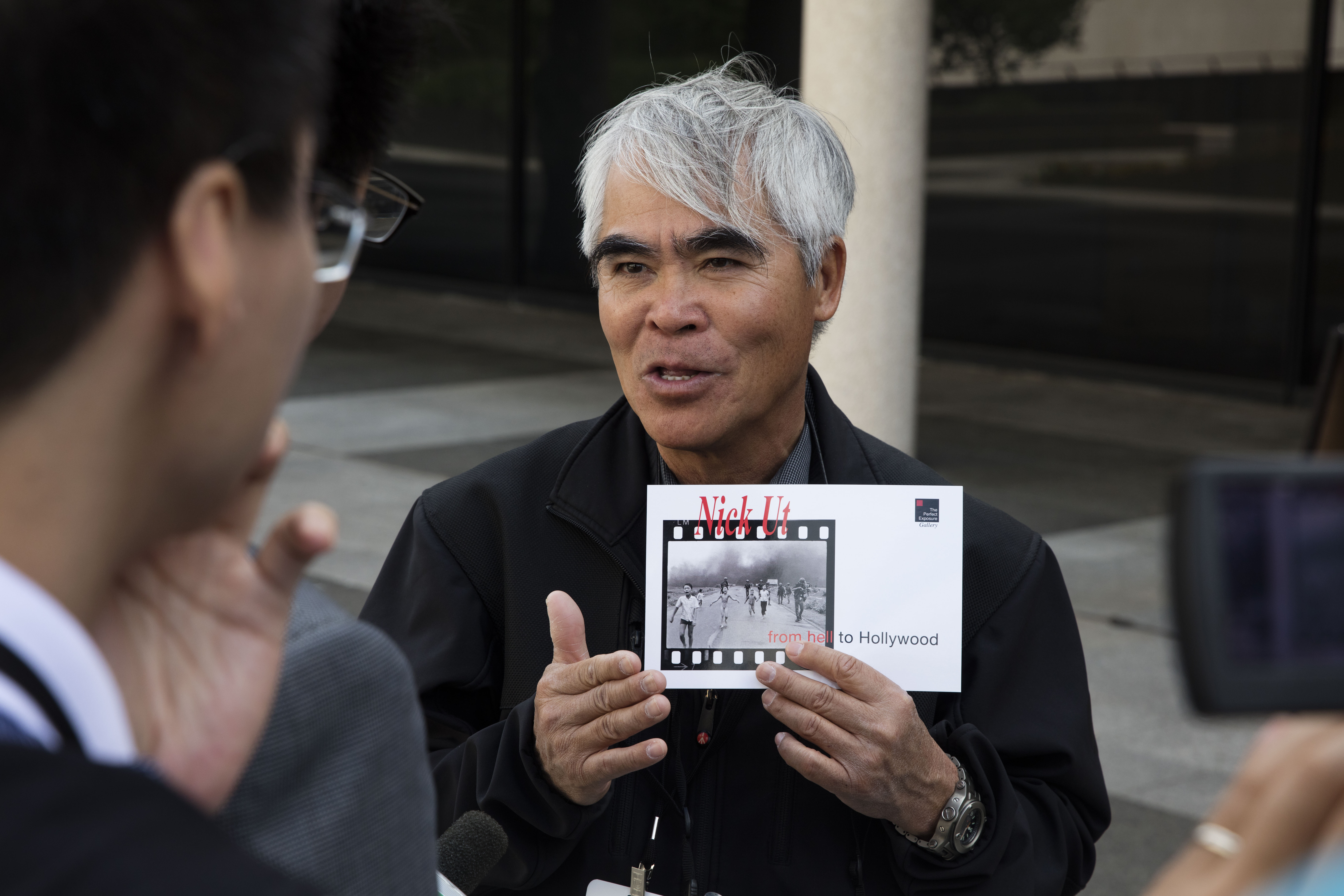
Nick Ut hovořící s novináři, 2016

Nejznámější fotografie z Vietnamu pocházejí většinou z období Vietnamské války.
Nick Ut (* 29. března 1951) je vietnamsko-americký fotograf pracující pro agenturu Associated Press (AP) z Los Angeles, Kalifornie. Jeho nejznámější fotografií je snímek Phan Thị Kim Phúc, kterou zachytil jako nahou 9letou dívku popálenou napalmem běžící směrem k fotoaparátu po silnici u vesnice Trang Bang v průběhu vietnamské války. Snímek získal v témže roce cenu World Press Photo a o rok později také Pulitzerovu cenu. Před odevzdáním filmu s fotografií Kim do redakce, ji odvezl do nemocnice. Zveřejnění snímku se zdrželo kvůli debatě předsednictva AP o možnosti publikování nahé dívky na veřejnosti. Absolutně zamítavá stanoviska byla nejdříve především kvůli zobrazení nahé dívky zepředu. Snímek známý jako Dívka z Trang Bang pořídil autor 8. června 1972 na silnici u vesnice Trang Bang, asi 40 km severozápadně od Saigonu. Fotograf Ut pracoval tehdy jako součást americké armády, se kterou se na frontě pohyboval – Spojené státy se podílely na vietnamské válce s cílem zabránit šíření komunismu. Snímek byl určen americké veřejnosti, která účast své armády ve Vietnamu kritizovala stále více. Oblétla celý svět a často byla publikována s různými ořezy. Několik svědků dosvědčilo, že američtí vojáci tehdy bojovali za vesnicí proti příslušníkům severovietnamských jednotek. Napalmová bomba byla svržena na vesnici omylem a navíc leteckými silami Jižního Vietnamu. Fotografie se stala symbolem hrůz a netěstí války, ve které trpí civilní obyvatelstvo a děti, a vyvolala hluboké procitnutí amerického veřejnoprácního mínění. Snímek také demonstruje význam válečných reportérů, kteří utvářejí vizuální paměť konfliktu. Druhou jeho známou fotografií je plačící Paris Hiltonová sedící v policejním autě.

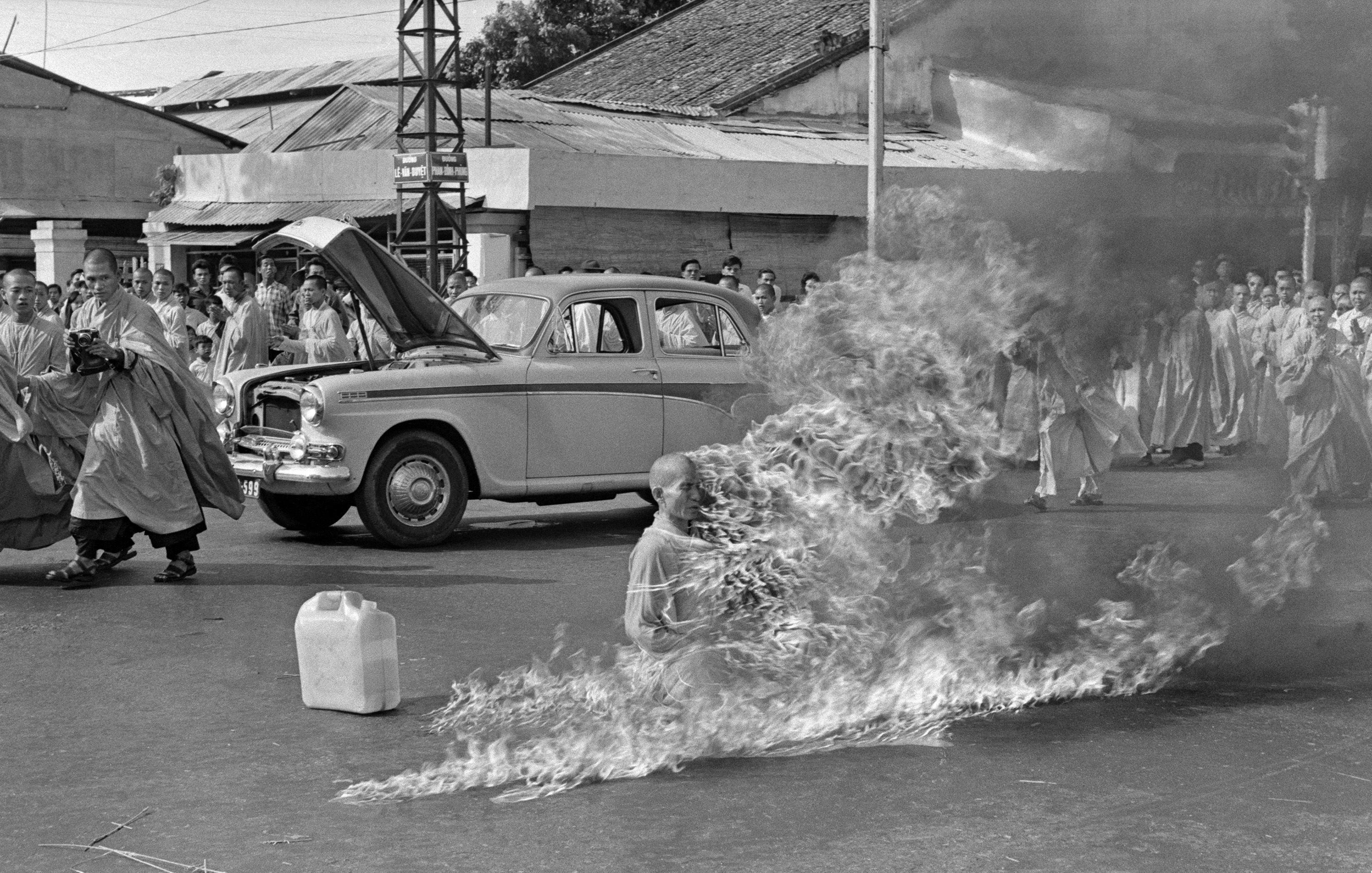
Fotografie hořícího Thích Quảng Đứca od Malcolma Brownea

Thich Quang Duc (1897–1963) byl vietnamský mahájánový mnich, který se 11. června 1963 upálil v Saigonu. Tímto aktem protestoval proti perzekuci buddhistů v Jižním Vietnamu za vlády Ngô Ðình Ziema. Fotografie hořícího Thích Quảng Đứca se vzápětí rozšířily do celého světa a přinesly pozornost světové veřejnosti na Ziemův režim. Americký novinář a fotograf Malcolm Browne, kterému se podařilo zachytit hořícího Thích Quảng Đứca, získal za tento snímek Pulitzerovu cenu; podobně tuto cenu obdržel i David Halberstam, který o hořícím mnichu podal zprávu. Fotografii později použila skupina Rage Against the Machine jako obal pro své debutové album. Po smrti Thích Quảng Đứca bylo jeho ohořelé tělo zpopelněno, během kremace však jeho srdce zůstalo nedotčeno. Buddhisté to proto interpretovali jako symbol soucitu (karuná) a začali Duca považovat za bódhisattvu.

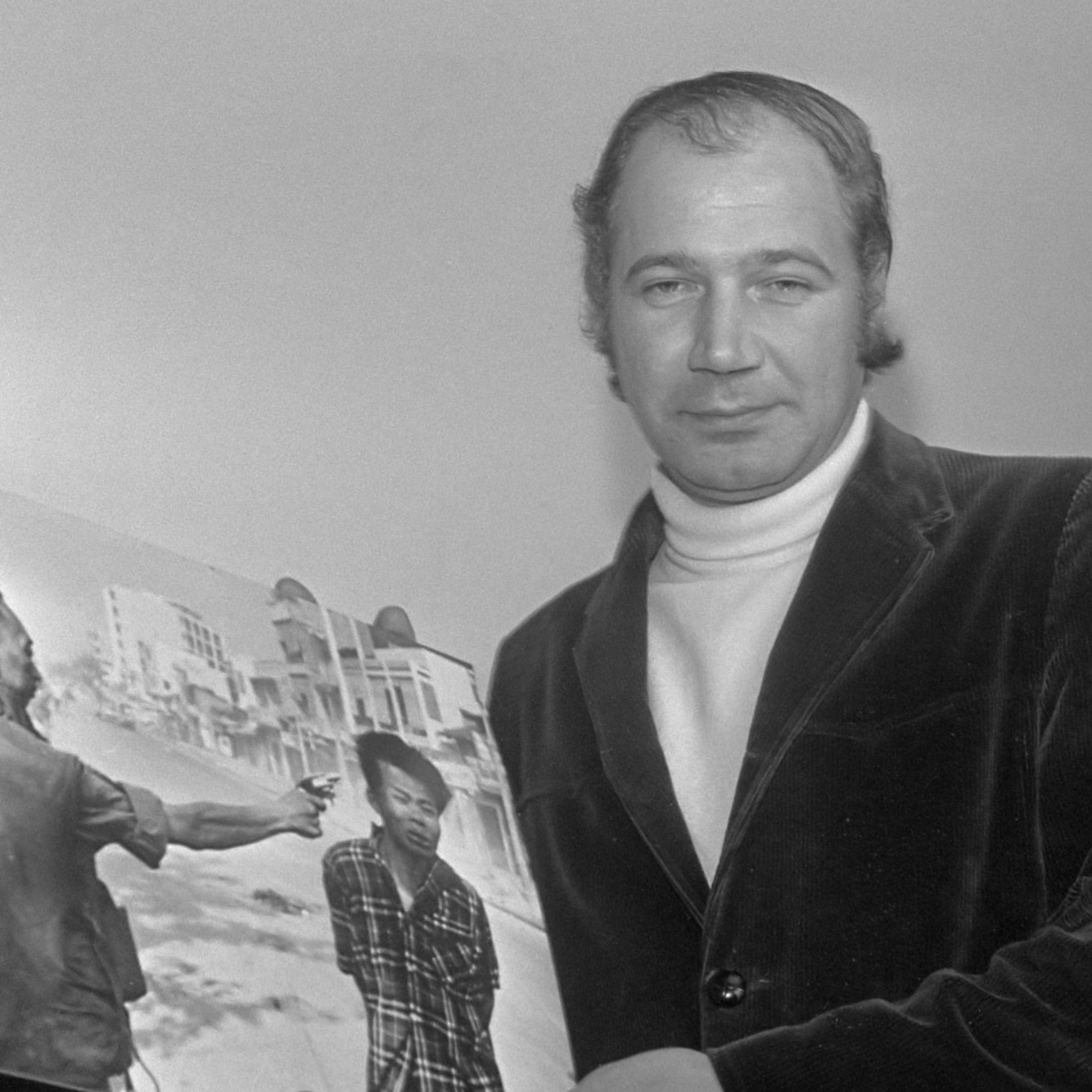
Eddie Adams se svojí nejznámější fotografií jihovietnamského generála, který střílí mladého bojovníka Vietcongu

Eddie Adams (1933–2004) americký fotograf a fotožurnalista pořídil snímek jihovietnamského generála, jak pistolí střílí mladého bojovníka Vietcongu. Během fotografování vietnamské války pro Associated Press pořídil svou nejznámější fotografii, na které policejní šéf generál Nguyễn Ngọc Loan, pistolí popravuje Nguyễna Văna Léma, zajatce Vietkongu. Scéna se udála na saigonské ulici 1. února 1968, během úvodních fází ofenzívy Tet. Adams v roce 1969 za snímek získal Pulitzerovu cenu Spot News Photography a cenu World Press Photo. Spisovatel a kritik David D. Perlmutter poukázal na to, že „žádné filmové záběry nezpůsobily tolik škody jako 35mm snímek fotografa AP Eddieho Adamse na saigonské ulici... Kdykoliv lidé mluví nebo píší o ofenzívě Tet, věnují Eddie Adamsovi alespoň jednu větu (často s ilustrací).“
Redaktoři The New York Times očekávali dopad Adamsovy fotografie na veřejné mínění a tak hledali pokus o rovnováhu. John G. Morris ve svých pamětech vzpomíná, že pomocný vedoucí redaktor Theodore M. Bernstein „rozhodl, že brutalita projevená americkým spojencem musí být dána do perspektivy a souhlasil s tím, že Adamsovu fotografii otisknou velkou, ale vyváží ji s obrázkem dítěte zabitého Vietcongem, který téměř bez povšimnutí přišel z AP přibližně ve stejnou dobu.“ Přesto to byla Adamsova fotografie, kterou si lidé budou pamatovat, zatímco druhý snímek byl přehlížen a brzy upadnul do zapomnění.
V knize Regarding the Pain of Others (2003) byla její autorka Susan Sontagová rozrušena tím, jak sám Loan inscenuje exekuci veřejně na ulici před objektivy fotožurnalistů. Napsala, že „by závěrečnou popravu nevykonal, kdyby tam [novináři] nebyli jako svědkové a nepostavil by se takto s vězněm před jejich fotoaparáty z profilu. Na druhou stranu však Donald Winslow z New York Times citoval Adamse, který snímek popsal jako „reflexní fotografii“ a „nebyl si jistý tím, co vyfotografoval, dokud nevyvolá film“. Winslow dále poznamenal, že Adams „chtěl, abych pochopil, že Poprava v Saigonu nebyla jeho nejdůležitější fotografií, a že nechtěl, aby začal jeho nekrolog“. Adams později dopadu fotografie litoval. O Loanovi a jeho fotografii, Adams psal v magazínu Time v roce 1998:
Na této fotografii zemřeli dva lidé: příjemce kulky a generál Nguyen Ngoc Loan. Generál zabil Vietkonga a generála jsem zabil fotoaparátem já. Fotografie jsou stále nejsilnějšími zbraněmi na světě. Lidé jim věří, ale fotografie lžou, a to i bez manipulace. Jsou to jen polopravdy. ... Fotografie neříká: „Co byste dělali Vy, kdybyste v té době byli generálem na tom místě a v ten horký den a chytili byste takzvaného zlého chlapa poté, co odfouknul jednoho, dva nebo tři Američany?“ ... Tato fotografie opravdu zkazila jeho život. Nikdy mě neobviňoval. Řekl mi, že kdybych tu fotografii neudělal já, udělal by ji někdo jiný, ale dlouho jsem se kvůli němu a jeho rodině cítil špatně. ... Když jsem zaslechl, že zemřel, tak jsem poslal květiny a napsal: „Je mi to líto. V očích mám slzy.“
Eddie Adams
Loan se přestěhoval do Spojených států a v roce 1978 došlo k neúspěšnému pokusu o zrušení jeho trvalého pobytu (zelené karty). Adams Loana obhajoval, když se americká vláda na základě fotografie pokusila o jeho deportaci, a osobně se Loanovi a jeho rodině omluvil za nenapravitelnou škodu, kterou kvůli fotografii utrpěl. Když Loan zemřel, Adams ho chválil jako „hrdinu“ z „prosté příčiny“. V televizním pořadu War Stories with Oliver North Adams označil Loana jako „zatraceného hrdinu“. Jednou Adams řekl: „Raději bych byl známý sérií fotografií osmačtyřiceti vietnamských uprchlíků, kterým se podařilo doplavit do Thajska na desetimetrové lodi, kterou thajští mariňáci odtáhli zpět na otevřené moře.“ Fotografie a doprovodné zprávy pomohly přesvědčit tehdejšího prezidenta Jimmyho Cartera k udělení azylu pro téměř 200 000 vietnamských lidí z loděk. V roce 1977 získal Zlatou medaili Roberta Capy z Overseas Press Club za tuto sérii fotografií vydané v eseji The Boat of No Smiles (Loď bez úsměvu, vyd. AP). Adams poznamenal: „Bylo to dobré a nikdo se nezranil.“
Japonský fotograf Kjóiči Sawada (1936–1970) pracující pro United Press International za své válečné fotografie z vietnamské války vyhrál Pulitzerovu cenu a dvakrát World Press Photo. Fotografie ze září roku 1965 zobrazuje vietnamskou matku a děti brodící se přes řeku, aby unikli americkému bombardování. Americké letectvo evakuovalo jejich vesnici, protože měli podezření z toho, že ji Vietkong použil jako základní tábor. Síly americké námořní pěchoty zahájily operace severně od své vojenské základny v jihovietnamském městě Quy Nhon. Základna byla pod neustálým útokem odstřelovačů Vietkongu, Američané si chtěli zajistit okolí své vojenské základny. Nejdříve evakuovali vesničany a potom jejich letectvo bombardovalo vesnice ze vzduchu a útočilo na sniperské pozice Vietkongu. Slavná fotografie z roku 1966 zobrazuje americké vojáky, jak táhnou mrtvého vojáka Vietkongu na pohřebiště za svým obrněným transportérem poté, co byl zabit při bitvě u Suoi Bong Trang 24. února 1966. Americká 1. pěší divize a australská vojska bojovala proti Vietkongu a severní vietnamské armádě v noci z 23. na 24. února 1966. K bitvě došlo během operace Rolling Stone, hlavní americké bezpečnostní operace na ochranu inženýrů budujících strategickou silnici v blízkosti Tan Binh, 30 kilometrů severozápadně od letecké základny Bien Hoa. Ukázalo se, že vietnamská armáda utrpěla těžké ztráty, při nichž zahynulo téměř 500 mužů, zatímco americké a australské oběti byly 11 zabitých a 74 zraněných. Mrtvého vojáka táhnou za svým obrněným transportérem M113. Také dokumentoval Bitvu o Hue v roce 1968, například zachytil desátníka Dona Hammonse bezprostředně poté, co byl zraněn nepřátelskou palbou; zemřel o několik minut později.
Françoise Demulder a Catherine Leroy začaly svou kariéru ve Vietnamské válce a spolu s Christine Spenglerovou se prosadily v profesi, ve které do té doby dominovali především muži. Staly se hvězdami tří pařížských agentur – Sygma, Gamma a Sipa, které v 70. a 80. letech 20. století udělaly z Paříže centrum světové fotožurnalistiky.

### Galerie

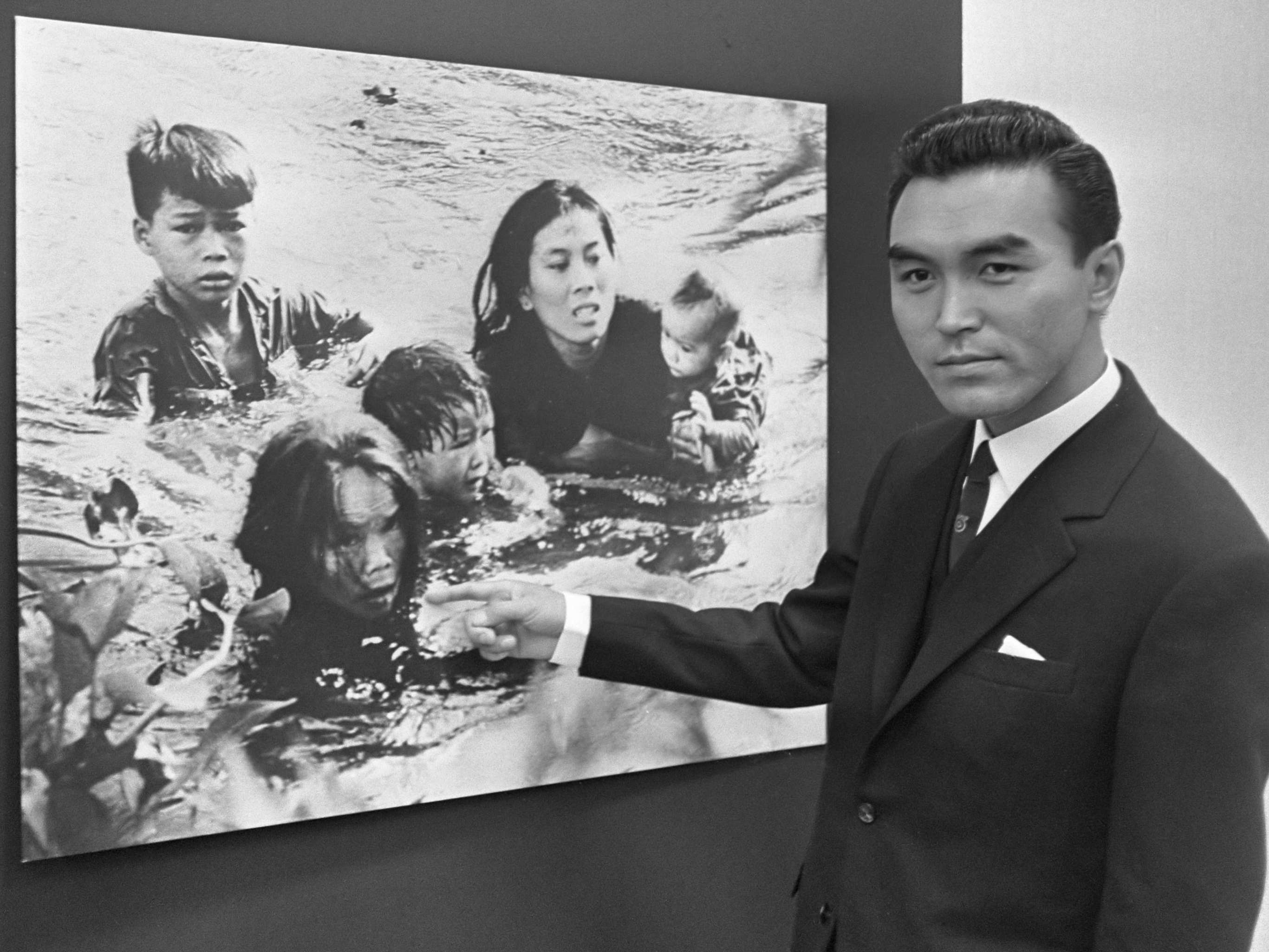
Kjóiči Sawada a jeho fotografie Útěk do bezpečí, fotografie z roku 1965 zobrazuje vietnamskou matku a děti brodící se přes řeku, aby unikli americkému bombardování
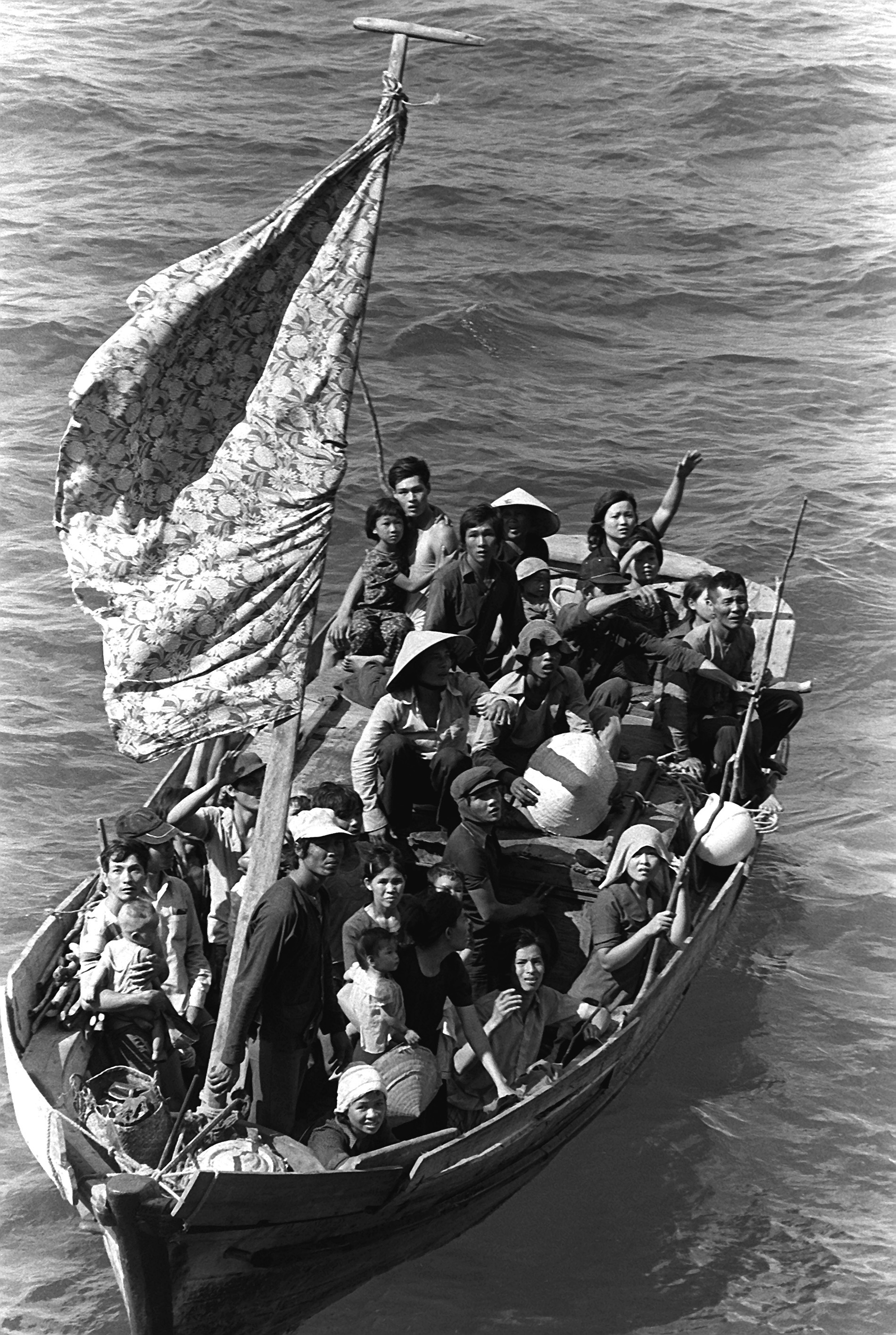
Lidé v loďkách, Vietnam 1984

Fotografové, kteří dokumentovali válku ve Vietnamu : Eddie Adams, Larry Burrows, Robert Capa, Dickey Chapelle, Charles Chellapah, Françoise Demulder, David Douglas Duncan, Charles Eggleston, Horst Faas, Sean Flynn, Barbara Gluck, Philip Jones Griffiths, Dirck Halstead, Henri Huet, David Hume Kennerly, Catherine Leroy, Donald McCullin, Tim Page, Tošio Sakai, Kjóiči Sawada, Christine Spengler, Dana Stone, Šigeru Tamura a Nick Ut.
A z toho fotografové zabití během Vietnamské války: Larry Burrows, Dickey Chapelle, Charles Chellapah, Charles Eggleston, Sean Flynn, Byron G. Highland, Henri Huet, Huynh Thanh My, Kjóiči Sawada, Dana Stone a François Sully.

## Organizace
Fotografické společnosti, organizace a instituce ve Vietnamu:
- Vietnamská fotografická asociace (VAPA, Hội Nghệ sĩ Nhiếp ảnh Việt Nam), kterou založil 8. prosince 1965 Đinh Đăng Định.